# Peter Gölitz
Peter Gölitz (* 1952 in Germerode) ist ein deutscher Chemiker.
Gölitz wurde 1978 an der Georg-August-Universität Göttingen in Chemie bei Armin de Meijere  promoviert und war als Post-Doktorand bei IBM in San José bei Robert D. Miller und bei Armin de Meijere an der Universität Hamburg. Ab 1980 war er im Wiley-VCH Verlag angestellt (damals Verlag Chemie). Er ist Vizepräsident und Publishing Director von Wiley-VCH.
Er war von 1982 bis 2017 Chefredakteur von Angewandte Chemie, die er über den deutschen Sprachraum hinaus zu einer führenden internationalen Chemiezeitschrift entwickelte.
In seinem Verlag gründete er mehrere Zeitschriften (Advanced Materials 1988, 1995 Chemistry – a European Journal mit Jean-Marie Lehn, ChemBioChem, ChemPhysChem, ChemMedChem, ChemSusChem, ChemCatChem, Small).
1991 erhielt er den Literaturpreis des Fonds der Chemischen Industrie und 2000 die Gmelin-Beilstein-Denkmünze. Außerdem erhielt er 2000 den President’s Award von John Wiley & Sons und den Burckhardt-Helferich-Preis der Universität Leipzig und 2005 die Medaille der Französischen Chemischen Gesellschaft. 2007 erhielt die Redaktion von Angewandte Chemie den Kulturpreis Deutsche Sprache, den er entgegennahm.
Er ist Ehrendoktor der Universität Basel (2011) und Mitglied der Academia Europaea (2010). 2017 wurde er Ehrenmitglied der Gesellschaft Deutscher Chemiker.